# Gabara strigata
Gabara strigata är en fjärilsart som beskrevs av Smith 1902. Gabara strigata ingår i släktet Gabara och familjen nattflyn. Inga underarter finns listade i Catalogue of Life.